# The Honky Tonk Man

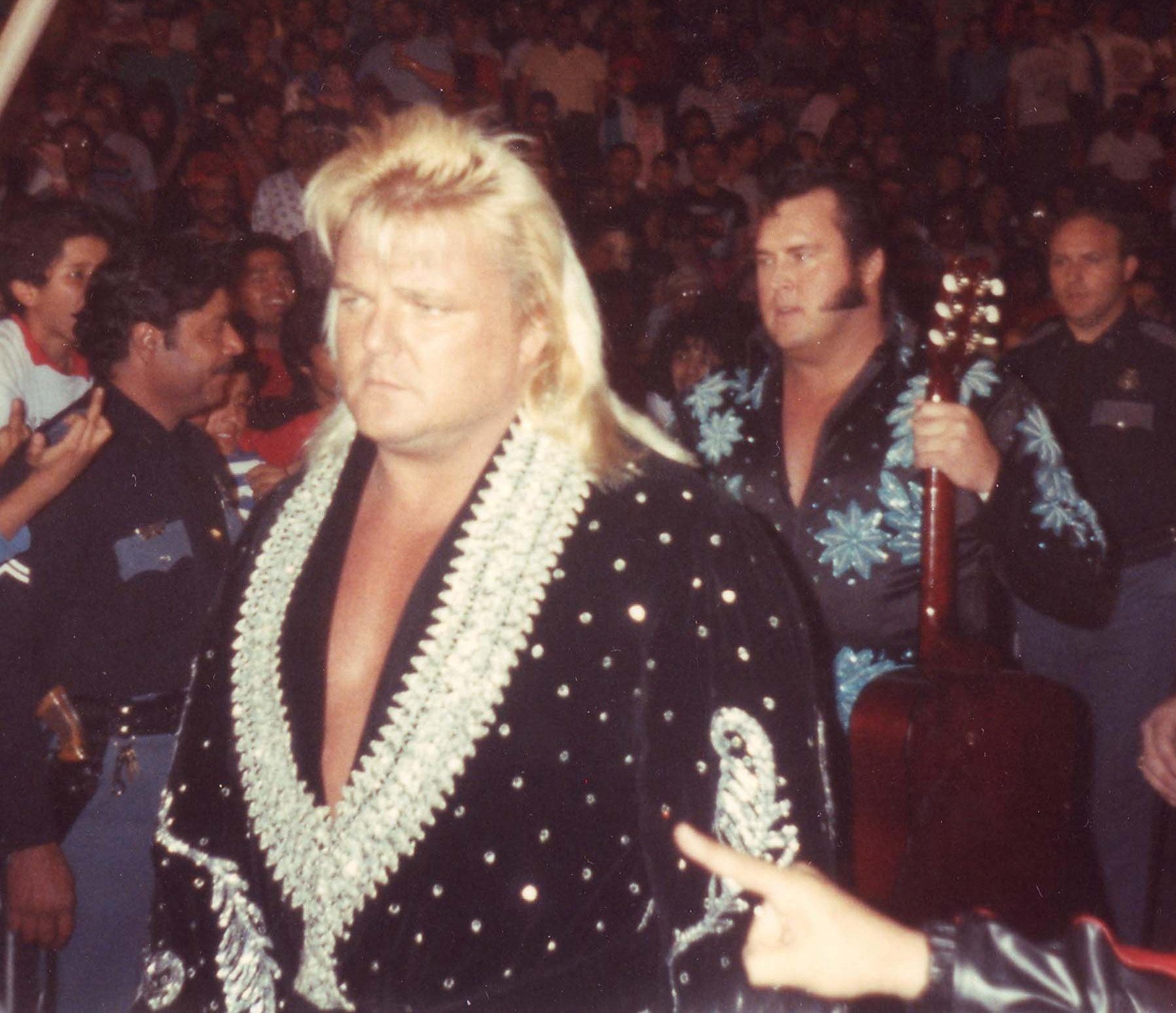
Farris als Hong Tonk Man im Team mit Greg Valentine als die Rhythm N’Blues im Jahr 1990

Roy Wayne Farris (* 25. Januar 1953 in Bolivar Tennessee), besser bekannt unter seinem Ringnamen The Honky Tonk Man, ist ein ehemaliger US-amerikanischer Wrestler. Er trat sowohl für die WWF als auch für WCW an. Farris ist zudem mit einer Dauer von 454 Tagen der WWF Intercontinental Champion mit der zweitlängsten Regentschaft der WWE-Geschichte. 35 Jahre lang hielt er den Rekord, bis er von Gunther übertroffen wurde.

## Karriere

### Anfänge (1977–1986)
Vor seiner Wrestlingkarriere arbeitete Farris als Footballtrainer an einer High School. Über einige Freunde und seinen Cousin Jerry Lawler kam er schließlich zum Wrestling.
Farris begann seine Wrestlingkarriere 1977 auf regionaler Ebene und bildete dann mit Jerry Latham das Tag Team The Blonde Bombers in der AWA. Latham sollte später als Moondog Spot bekannt werden. Sein erster größerer Erfolg kam 1986, als er in Stu Harts Promotion Stampede Wrestling den North American Heavyweight Titel gewinnen konnte.

### World Wrestling Federation (1986–1991)
Noch im gleichen Jahr kam Farris in die WWF und trat zunächst als Face auf. Er bekam ein Gimmick, welches vom Verhalten und Aussehen her Elvis Presley nachempfunden war. Trotzdem, oder gerade wegen der unerhörten Nachahmung des Originals, reagierten die Fans mit Ablehnung. Kurzerhand machte man also aus Farris einen Heel und stellte ihm Jimmy Hart als Manager zur Seite. Hart wurde in Anlehnung an „Colonel“ Tom Parker als Colonel Jimmy Hart präsentiert.
Er fehdete in der Folgezeit vor allem mit Jake Roberts, gegen den er bei Wrestlemania III schließlich siegen durfte. Jake Roberts und Farris verbindet in der Realität seit dieser Zeit eine angespannte Beziehung, da Roberts behauptet, Farris habe ihn bei einem Schlag real verletzt und somit eine Schmerzmittelsucht bei ihm ausgelöst. Farris hingegen bestreitet dies und deklariert Roberts als Lügner.
Am 2. Juni 1987 durfte Farris in Buffalo, New York den WWF Intercontinental Champion Titel von Ricky Steamboat gewinnen. Eine neue Fehde mit Randy Savage wurde begonnen und am 26. November 1987 bestritten die beiden Wrestler mit ihren Teams das allererste Survivor Series Match überhaupt. Savages Team blieb siegreich, nachdem Farris sich auszählen ließ. Die beiden trafen danach nochmals einzeln aufeinander, aber Savage sollte diesen Titel nicht gewinnen.
Nachdem sich abzeichnete, dass Brutus Beefcake sein nächster Fehdengegner werden würde, verwarf man diesen Plan aber wieder zu Gunsten eines neuen potenziellen Stars. Daher gewann beim ersten Summer Slam 1988 der Ultimate Warrior den Titel von Farris in einem 30-Sekunden-Match. Damit ging die bis dato längste Intercontinental-Titel-Regentschaft der WWE-Geschichte zu Ende, dieser Rekord wurde erst 35 Jahre später gebrochen.
Nach kurzen weiteren Geplänkeln mit dem Ultimate Warrior und Jimmy Snuka bildete Farris ein Tag Team namens Rhythm & Blues mit Greg Valentine und trat mehr oder weniger in der unteren Matchkarte an, aber auch gelegentlich gegen die damaligen Tag-Team-Champions, die Hart Foundation. Er arbeitete Anfang der 1990er kurz als Co-Kommentator, verließ die WWF aber 1991 komplett.

### World Championship Wrestling (Gastauftritte 1994)
1994 arbeitete Farris kurz für World Championship Wrestling und sollte eine Fehde gegen Johnny B. Badd um den Television Titel beginnen. Doch wegen eines Disputs mit dem Management wurde er entlassen und es kam nie dazu.

### World Wrestling Entertainment (1997–1998, 2001 & 2008)
Nach einem kurzen Engagement in der American Wrestling Federation, kehrte er als Manager von Billy Gunn, der als Rockabilly antrat, zurück in die WWF. Da Gunns Gimmick jedoch floppte, benötigte man auch seine Dienste nicht weiter. 2001 machte er einen Gastauftritt im Royal Rumble Match, wurde jedoch von Kane eliminiert.
Bei einer Internetumfrage auf wwe.com wurde er zum Greatest Intercontinental Champion of all time gewählt. Unter diesem Titel wurde er bei der WWE häufig angekündigt, insbesondere von seinem Cousin, dem Ringkommentator Jerry „The King“ Lawler. Bei der Veranstaltung Cyber Sunday 2008 machte er einen Gastauftritt, als er von den Fans gewählt wurde, um gegen Santino Marella um den WWE Intercontinental Championship anzutreten.

## Erfolge

### Independent
- All Pro Wrestling

- 1× APW Universal Heavyweight Championship

- Mid-Eastern Wrestling Federation

- 1× MEWF Heavyweight Championship

- Northern States Wrestling Alliance

- 1× NSWA Tag Team Championship – mit Greg Valentine

- XJAM Pro Wrestling

- 1× XJAM Championship

### NWA / WWF
- Continental Wrestling Association

- 4× AWA Southern Tag Team Championship – mit Larry Latham (3×) und Tojo Yamamoto (1×)
- 3× NWA Mid-America Tag Team Championship – mit Larry Latham

- Southeastern Championship Wrestling

- 1× NWA Alabama Heavyweight Championship
- 1× NWA Southeastern Heavyweight Championship (Northern Division)
- 1× NWA Southeast Tag Team Championship – mit Ron Starr
- 1× NWA Southeastern United States Junior Heavyweight Championship

- Stampede Wrestling

- 3× Stampede International Tag Team Championship – mit Ron Starr (2×) und The Cuban Assassain (1×)
- 1× Stampede North American Heavyweight Championship

- World Wrestling Council

- 1× WWC Caribbean Heavyweight Championship

- World Wrestling Federation

- 1× WWF Intercontinental Championship
- Hall of Fame (Class of 2019)